# Glittering Images
Glittering Images edizioni d'essai è stata una casa editrice italiana, attiva dal 1983 al 2014, con sede a Firenze.

## Storia
L’editrice Glittering Images nasce a Firenze nel 1983, ad opera di Mauro Ricciardelli (Firenze, 1938-2019) e di Stefano Piselli (Firenze, 1960- ).
La Glittering Images prosegue per certi versi l’attività di Al Fumetto Club, attivo sin dal 1978, che, tra le numerose pubblicazioni, nel 1982-83 ha prodotto quattro numeri di una edizione amatoriale della rivista Image.
Proprio con una nuova serie di Image (9 numeri pubblicati tra l’ottobre 1983 e il febbraio 1986) ha inizio l’attività editoriale della Glittering Images, ospitando articoli su fumetto, illustrazione, fotografia e cultura grafica, nonché storie a fumetti di autori quali Roberto Baldazzini, Gene Colan, Richard Corben, Russ Heath, Bernie Krigstein, Jim Steranko, Jacques Tardi, Alex Toth, Wally Wood e Berni Wrightson e dedicando completamente il n. 6 a Roberto Raviola alias Magnus.
Autodefinendosi Edizioni d’Essai, la Glittering Images si propone come editrice di nicchia i cui principali interessi sono cinema, fumetto, illustrazione e letteratura destinati ad un pubblico adulto.
In questo senso è esemplare la rivista-libro Diva (13 volumi pubblicati tra il 1985 e il 1996: Diva Desiderio, Diva Bizarre, Diva Blue, Diva Un certain regard, Diva Puttana, Diva Mania, Diva Cinema 1951-1965, Diva Amour Fou, Diva Satanica, Diva Obsexion, Diva Fetish, Diva Cine Sex Star, Diva Bondage), che ha carattere tematico e che propone articoli con testo trilingue (italiano, inglese e francese) insieme con storie a fumetti e illustrazioni realizzate da grandi autori quali Magnus, Franco Saudelli, Nicola Mari, Leone Frollo, Massimo Rotundo, Milo Manara, Tanino Liberatore, Sandro Angiolini, Jordi Bernet, Georges Pichard e altri ancora.
Negli anni l’editrice diversifica la propria produzione, pubblicando numerosi volumi, per la maggior parte con testo trilingue o bilingue, dedicati al cinema di genere (horror, erotico e western all'italiana), alla pin-up art, oltre a monografie su fumettisti come Magnus, Guido Crepax e Milo Manara, illustratori quali Umberto Brunelleschi e scrittori quali De Sade e H.P. Lovecraft, nonché a volumi a fumetti con storie di Gene Bilbrew alias Eneg, Georges Lévis, Georges Pichard, Magnus, Eric Stanton, John Willie  e Wally Wood.
L’ultimo volume della Glittering Images, Eros & Thanatos 70: Love and Death in the “Thrilling all’Italiana” – Uncut Sequences from “Cineromanzi”, esce nell’ottobre 2013, dopo di che l’editrice fiorentina cessa l’attività.